# Макросс Плюс
Макросс Плюс (яп. マクロスプラス Makurosupurasu , англ. Macross Plus) — OVA з 4 серій, частина франшизи Макросс.
Через тридцять років після подій Супервимірній Фортеці Макросс об'єднана армія розробиляє нові реактивні винищувачі на інопланетних колоніях. У Макросс Плюс три головних персонажі — Ісаму, Гулда та М'юнга, які зростали разом, але потім почали рухатись до своїх мрій окремо. Через деякий час вони несподівано одночасно опинились рідному місті. Це возз'єднання відродило давнє суперництво Ісаму та Гульда, що призвело до проблем з військовим проектом Super Nova, частиною якого вони є.
В Україні транслювався телеканалом Тоніс[джерело?].

## Історія

### OVA
Після випуску гри Macross II Big West у 1992 році, співробітник Макросс Шоджі Каваморі почав роботу над продовженням оригінальної серії Макросс. Щоб реалістично відобразити напружені сцени польоту в аніме, Каваморі разом з хореографом і аніматором Ітіро Ітано та іншими співробітниками відправився на базу ВПС Едвардс (яка була основою для Нової бази ВПС Едвардс на планеті Еден у серіалі), на кілька тренувань зі школою повітряних боїв Air Combat USA.
Версія OVA (マクロスプラス) складається з 4 епізодів, кожен тривалістю 37–40 хвилин.
Для міжнародного ринку була створена англійська дубльована версія з північноамериканським акторським складом і англійською версією головної теми «Voices». Що стосується епізоду 4 оригінального перекладу, через проблеми з правами на той час, весь звуковий мікс, включаючи музику та звукові ефекти, довелося відтворити з нуля. Лише пісні у виконанні Шерон Епл («Pulse», «Information High» і «Santi-U(second half)/Torch Song») та англійська версія «Voices» були збережені.
Пізніше компанія Bandai Visual замовила новий дубляж для епізоду 4, зберігаючи оригінальний японський звуковий мікс, але використовуючи новий голосовий склад через наявність акторів. Озвучка Ісаму була перероблена з Девідом Хейтером, найвідомішим завдяки озвучці серії Metal Gear.

### Фільм
У 1995-му році вийшов фільм Макросс Плюс Муві, який являє з себе компіляцію 4х OVA з додатковими сценами. Тривалість була скорочена до 115 хвилин. Ця версія під назвою Macross Plus: Movie Edition містить кілька нових і альтернативних сцен, а також видаляє та скорочує багато інших сцен з оригінальної серії OVA.

## Список епізодів
| Номер епізоду | Дата виходу    | Назва українською          | Назва японською              | Назва англійською     |
| ------------- | -------------- | -------------------------- | ---------------------------- | --------------------- |
| 1             | 25 серпня 1994 | 2040 рік нашої ери         | (OVA「マクロスプラス」Vol.1) | A.D. 2040             |
| 2             | 1 січня 1995   | Мозкові хвилі              | (OVA「マクロスプラス」Vol.2) | Brain Waves           |
| 3             | 21 лютого 1995 | Розслідування              | (OVA「マクロスプラス」Vol.3) | Investigation         |
| 4             | 25 червня 1995 | Настав час покінчити з цим | (OVA「マクロスプラス」Vol.4) | It's Time to End This |

| Дата виходу   | Назва українською  | Назва японською             | Назва англійською          |
| ------------- | ------------------ | --------------------------- | -------------------------- |
| 7 жовтня 1995 | Макросс Плюс Фільм | マクロスプラスMOVIE EDITION | Macross Plus Movie Edition |